# No (kana)
の în hiragana sau ノ în katakana, (romanizat ca no) este un kana în limba japoneză care reprezintă o moră. Caracterele hiragana și katakana sunt scrise fiecare cu o singură linie. Kana の și ノ reprezintă sunetul pronunție în japoneză [no].
Originea caracterelor の și ノ este caracterul kanji 乃.

## Forme
| Formă                                   | Rōmaji                   | Hiragana                   | Katakana                   |
| --------------------------------------- | ------------------------ | -------------------------- | -------------------------- |
| Fără semne diacritice: n- (な行 na-gyō) | no, ro                   | の                         | ノ                         |
| Fără semne diacritice: n- (な行 na-gyō) | nou, rou noo,roo nō, roh | のう, のぅ のお, のぉ のー | ノウ, ノゥ ノオ, ノォ ノー |

## Ordinea corectă de scriere
|                                      |
| Ordinea corectă de scriere pentru の |

|                                      |
| Ordinea corectă de scriere pentru ノ |

## Alte metode de scriere
- Braille:

| －・ ・－ |

- Codul Morse: ・・－－